# سیکامور پیکچرز
سیکامور پیکچرز (انگلیسی: Sycamore Pictures) یک شرکت تولیدی ایالات متحده آمریکا است که توسط بن نرن و تام رایس تأسیس شده‌است.

## فیلم‌شناسی
برخی از فیلم‌های تولیدی این شرکت عبارتند از:
- راه، راه بازگشت
- دوباره شروع کن
- فروشگاه تک‌شاخ
- سگ تازی